# Tempo (fordon)

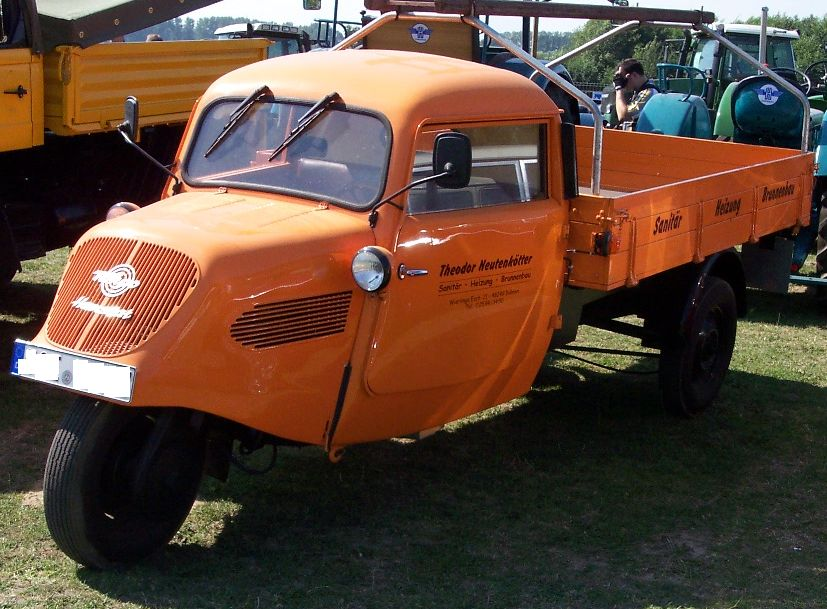
Tempo Hanseat

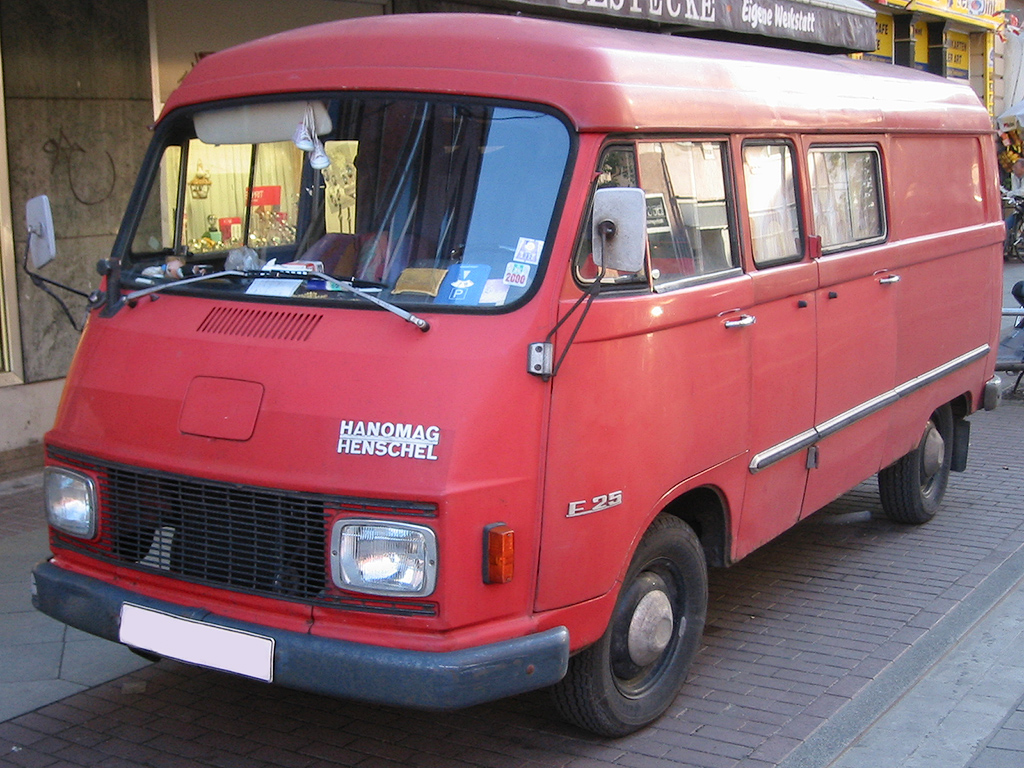
Harburger Transporter

Tempo Werk G.m.b.H., tysk fordonstillverkare i Hamburg, grundad 1924

## Historia
Tempo grundades 1924 och tillverkade distributionsbilar. Företaget mest kända modeller blev de trehjuliga distributionsbilarna. 
1965 togs Tempo över av Hanomag. Under Hanomag-tiden tog man fram en populära Harburger Transporter som fick sitt namn efter Harburg i Hamburg där Tempo hade sin hemvist. Den kom att tillverkas under namnet Hanomag, Hanomag-Henschel och Mercedes-Benz. Idag tillhör fabriksområdet där Tempo tidigare fanns Daimler AG.

## Tempo i Indien
Tempo slöt 1950 ett samarbetsavtal med ett indiskt företag och några år senare startade licenstillverkning av Tempo Matador. Idag tillverkas modernare versioner av Force Motors som företaget idag heter. Force Motor Limited tillverkade även en indisk version av Harburger Transporter.